# Dźwiniacz Górny
Dźwiniacz Górny – nieistniejąca wieś w Polsce położona w województwie podkarpackim, w powiecie bieszczadzkim, w gminie Lutowiska, obecnie jest to tzw. obszar geodezyjny. Mimo to miejscowość figuruje jako osada w rejestrze TERYT. Podlega sołectwu Stuposiany.
8 km na północny wschód od wsi znajduje się źródło Dniestru.

## Historia
W XIX wieku większa własność ziemska (szlachecka) w Dźwiniaczu Górnym należała do rodu Łodyńskich herbu Sas. W 1804 właścicielem był Jan Łodyński. W latach 50. właścicielem tych dóbr był Hilary Treter, syn Aleksandra i Konstancji z domu Łodyńskiej herbu Sas. Potem Celina i Mieczysław Treterowie odziedziczyli po Aleksandrze Treterze części wsi Dźwiniacz Górny (w 1865 dobra nabył Herman Frenkiel).
Do 1934 Dźwiniacz Górny był odrębną gminą jednostkową, a w latach 1934–1945 gromadą w zbiorowej gminie Tarnawa Niżna, należącej do powiatu turczańskiego w woj. lwowskim (do 1931 woj. stanisławowskie). W latach 1945–1951 w obrębie powiatu leskiego w woj. rzeszowskim, w 1952–1972 powiatu ustrzyckiego, a w 1972–1975 powiatu bieszczadzkiego w tymże województwie (1952–1954 i od 1973 w gminie Lutowiska (Szewczenko)). W latach 1975–1998 w województwie krośnieńskim.
Wieś istniała do roku 1946. W roku 1880 mieszkało w niej 90 Żydów, a w roku 1921 już 171. Żydzi należeli do gminy wyznaniowej w Lutowiskach i posiadali we wsi drewniany dom modlitwy. W sierpniu 1943 nacjonaliści ukraińscy z OUN-UPA zamordowali tutaj 15 Polaków, grabiąc i paląc ich gospodarstwa. Wieś obecnie nie istnieje, a jej teren został w roku 1946 podzielony między Polskę a sowiecką Ukrainę.

## Demografia
- 1785 – 367 osób
  - 330 wyznania greckokatolickiego
  - 30 wyznania rzymskokatolickiego
  - 7 wyznania mojżeszowego
- 1840 – 734 grekokatolików
- 1859 – 768 grekokatolików
- 1879 – 756 grekokatolików
- 1899 – 908 grekokatolików
- 1921 – 1218 osób (w 196 domach mieszkalnych):
  - 1015 wyznania greckokatolickiego
  - 171 wyznania mojżeszowego
  - 32 wyznania rzymskokatolickiego
- 1926 – 1150 grekokatolików
- 1938 – 1549 osób
  - 1365 wyznania greckokatolickiego
  - 160 wyznania mojżeszowego
  - 24 wyznania rzymskokatolickiego